# Franz Dietrich von Ditfurth
Franz Dietrich von Ditfurth fut un des plus célèbres francs-maçons allemands du XVIIIe siècle. Il naquit à Dankersen sur le Weser en 1738 et mourut en 1813. Il avait étudié le droit et fit une carrière juridique et administrative en tant qu'assesseur à la Chancellerie de Wolfenbüttel.

## Biographie

Armes von Ditfurth

### Ses activités maçonniques
En 1777 il devint vénérable maître de la loge « Joseph zu den drey Helmen », (« Joseph aux trois Heaumes »), à laquelle il donna un grand développement.

### Le Convent de Wilhelmsbad
En 1782 il participa au convent de Wilhelmsbad où il se montra adversaire des hauts grades templiers, étant désireux d'alléger la maçonnerie de degrés superflus. Cette attitude jugée « hérétique » le fit mettre à l'écart du convent. Mais à la suite de cela il fonda avec son ami Johann Karl Brönner de Francfort la « Ligue Eclectique ». Ditfurth devint en 1783 Grand maître provincial de cette obédience. Il fut à la fois membre de la franc-maçonnerie et des Illuminés de Bavière à partir de 1780 sous le surnom de Minos .